# Disembowelment
Disembowelment (zapis stylizowany: diSEMBOWELMENT, ang. wypatroszenie) – australijska grupa muzyczna wykonująca death / doom metal. Powstała w 1989 roku w Melbourne pod nazwą Bacteria, wykonując początkowo grindcore. Rok później grupa przybrała nazwę Disembowelment, zmieniając tym samym styl wykonywanej muzyki. Grupę rozwiązano niedługo po wydaniu debiutanckiego albumu (w 1994 roku).
Zespół zaliczany jest do prekursorów gatunku doom metalu oraz death doom z wpływami gatunków pośrednich.

## Muzycy

### Obecny skład zespołu
- Renato Gallina – gitara elektryczna, śpiew (Trial of the Bow)
- Jason Kells – gitara elektryczna (Abramelin)
- Matthew Skarajew – gitara basowa (Trial of the Bow)
- Paul Mazziotta – perkusja

### Muzycy sesyjni
- Tim Aldridge – gitara basowa (Acheron, Abramelin)
- Dean Ruprich – gitara basowa
- Tony Mazziotta – gitara basowa
- Ida – śpiew

### Dyskografia
- 1990 – Mourning September (Demo)
- 1991 – Deep Sensory Procession Into Aural Fate (Demo)
- 1992 – Dusk (EP)
- 1993 – Transcendence Into The Peripheral (LP)
- 2005 – Disembowelment (Kompilacja 2CD)